# Sadove, Novomîkolaiivka
Sadove (în ucraineană Садове) este un sat în comuna Sofiivka din raionul Novomîkolaiivka, regiunea Zaporijjea, Ucraina.

## Demografie
Componența lingvistică a localității Sadove
     Ucraineană (83,33%)
     Rusă (12,5%)
     Română (2,08%)
     Belarusă (2,08%)
Conform recensământului din 2001, majoritatea populației localității Sadove era vorbitoare de ucraineană (83,33%), existând în minoritate și vorbitori de rusă (12,5%), română (2,08%) și belarusă (2,08%).